# Rugsted & Kreutzfeldt
Rugsted & Kreutzfeldt er en dansk duo bestående af Jens Rugsted og Stig Kreutzfeldt, der var aktive 1977-1985 og igen fra 2006.
Bandets første album Rugsted Kreutzfeldt 1 udkom i 1979. Senere fulgte tre LP'er med egne kompositioner, hvoraf særligt "Jeg ved det godt" fra 1978 er blevet en evergreen. Tre af teksterne var forfattet af Dan Turèll. Duoens popularitet kulminerede med en koncert på Plænen i Tivoli med over 50.000 publikummer.
Øvrige store hits er især "Spring Op, Ta' Med", "Sad I Parken", "Da Du Var Min Helt Alene", "Tilfældigvis Forbi", "Tokio" og "Går Gennem Tiden".
I 1985 blev duoen opløst, men i de efterfølgende år arbejdede de to sammen om at producere albums for andre danske kunstere som Sanne Salomonsen (bl.a. albummet 'Sanne'), Lis Sørensen, Peaches & Bobo samt Kim Larsen.
Som producere har Jens Rugsted produceret plader med Kaya Brüel og Allan Olsen.
Stig Kreutzfeldt har produceret for Brødrene Olsen, Bifrost, Det Brune Punktum, Søs Fenger samt mange flere.
Rugsted & Kreutzfeldt blev gendannet i 2006 og gav efterfølgende en række koncerter. I 2011 var de atter pladeaktuelle med albummet Rugsted & Kreutzfeldt 5.

## Diskografi

### Studiealbum
- Rugsted & Kreutzfeldt (1978)
- Rugsted/Kreutzfeldt 2 (1980)
- Rugsted/Kreutzfeldt 3 (1982)
- Rugsted/Kreutzfeldt 4 (1984) (engelsksproget album, også kendt som R'n'K Band – Sold Out)
- Jorden kalder (1985)
- Rugsted & Kreutzfeldt 5 (2011)

### Opsamlingsalbum
- Rugsted/Kreutzfeldt 1+2 (1989)
- Scrapbog - 18 af de største (1996)
- Tilfældigvis forbi (2005)
- Går gennem tiden 1977-2007  (remasteret, 2007)

## Ekstern henvisning
- Officiel hjemmeside Arkiveret 19. februar 2011 hos  Wayback Machine

- Rugsted & Kreutzfeldt på Discogs
- Rugsted & Kreutzfeldt på MusicBrainz

| Musikgruppe | Spire Denne artikel om en dansk musikgruppe er en spire som bør udbygges. Du er velkommen til at hjælpe Wikipedia ved at udvide den. |